# شعار جمهورية لاتفيا الاشتراكية السوفيتية
شعار جمهورية لاتفيا الاشتراكية السوفيتية (باللاتفية: Latvijas PSR valsts ģerbonis)‏، تم اعتماده رسمياً في 25 أغسطس 1940 من قبل حكومة جمهورية لاتفيا الاشتراكية السوفيتية. ويعتمد في تصميمه على شعار الاتحاد السوفيتي. ويتميز برموز الزراعة (القمح) والثقافة البحرية في لاتفيا (غروب الشمس فوق بحر البلطيق). والرموز الشيوعية النجم الأحمر وكذلك المطرقة والمنجل لانتصار الشيوعية و"مجتمع الدول الاشتراكية العالمي".
يحمل الشعار شعار دولة اتحاد الجمهوريات الاشتراكية السوفياتية " أيها البروليتاريون في جميع البلدان، اتحدوا!" باللغتين اللاتفية (Visu zemju proletārieši، savienojieties!) والروسية. يظهر اسم جمهورية لاتفيا الاشتراكية السوفيتية باللغة اللاتفية فقط، ويُقرأ Latvijas PSR، ويرمز PSR إلى Padomju Sociālistiskā Republika، أو الجمهورية الاشتراكية السوفيتية.
تم تبديل شعار لاتفيا عام 1990 بإعادة الشعار القديم. والآن، تمّ حظر استخدام وعرض الشعار السوفيتي السابق بموجب قانون؛ تمت الموافقة عليه عام 2013.

## تاريخ

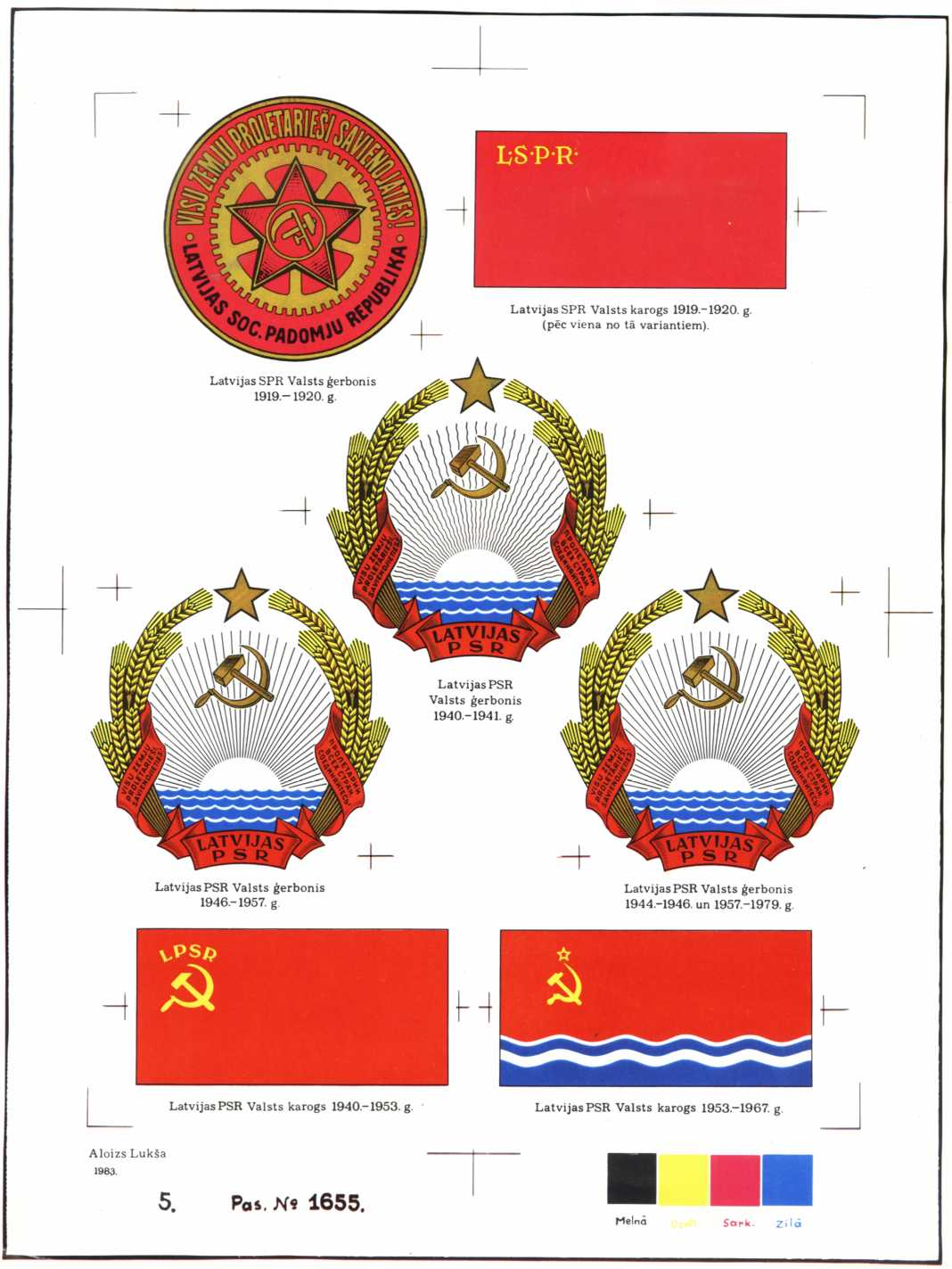
تنقيحات شعار جمهورية لاتفيا الاشتراكية السوفيتية، منذ إنشائها حتى عام 1979.

في الفترة من إنشاء جمهورية لاتفيا الاشتراكية السوفيتية في 21 يوليو إلى 25 أغسطس 1940، استمر استخدام شعار النبالة لجمهورية لاتفيا. في 17 أغسطس 1940، تم إصدار طوابع بريدية من الإصدار القياسي العاشر وفقاً لرسومات الفنان جانيس ستيرنبرغ مع صورة شعارات صغيرة للدولة. في 25 أغسطس 1940، في الجلسة الثانية لمجلس الشعب في جمهورية لاتفيا الاشتراكية السوفيتية، تمت الموافقة على دستور جمهورية لاتفيا الاشتراكية السوفيتية، ووصفت المادة 116 منه شعار النبالة لجمهورية لاتفيا الاشتراكية السوفيتية:
يُشار في الوصف إلى أن الشمس "تشرق من البحر"، ولكن نظراً لخصائص لاتفيا الجغرافية، الواقعة على الساحل الشرقي لبحر البلطيق، لا يمكن رؤية الشمس فوق البحر إلا وقت الغروب. أصبحت هذه الحقيقة سبباً لإطلاق العديد من النكات حول تراجع الاشتراكية في لاتفيا.
تم إنشاء مشروع الشعار بواسطة الفنان الجرافيكي أرتورس أبينيس [الإنجليزية]، وهو تلميذ سابق لريهاردس زاريس وأستاذ في أكاديمية الفنون في لاتفيا. على عكس شعار اتحاد الجمهوريات الاشتراكية السوفيتية وغالبية شعارات الجمهوريات الاشتراكية السوفيتية الأخرى، كان مقبض المطرقة موجوداً فوق نصل المنجل، وليس تحته. وكانت معظم التطورات على الشعار قليلة وغير ملحوظة لكثيرين.
أوضحت النسخة الجديدة من اللوائح المتعلقة بشعار الدولة لجمهورية لاتفيا الاشتراكية السوفيتية، التي نُشرت في عام 1979، أن "النجم مصور باللون الأحمر" وتم تحديد لون ومخطط شعار الدولة لجمهورية لاتفيا الاشتراكية السوفيتية.

### إعادة الشعار القديم
في 28 يوليو 1989، اعتمد مجلس السوفيت الأعلى لجمهورية لاتفيا الاشتراكية السوفيتية إعلاناً "بشأن سيادة الدولة في جمهورية لاتفيا الاشتراكية السوفيتية". لاحقاً، في 15 فبراير 1990، اعتمد مجلس السوفيت الأعلى لجمهورية لاتفيا الاشتراكية السوفيتية "على شعار الدولة لجمهورية لاتفيا الاشتراكية السوفيتية"، وبالتالي أعاد شعار النبالة قبل الحرب العالمية الثانية باعتباره شعار النبالة الرسمي.